# Adam Hansen
Adam Hansen (Southport, 11 maggio 1981) è un ciclista su strada australiano, professionista dal 2007 al 2020 e nuovamente dal 2022 al 2023. In carriera ha vinto un titolo nazionale a cronometro, una tappa al Giro d'Italia e una alla Vuelta a España.
Detiene inoltre il record di 20 partecipazioni consecutive ai Grandi Giri, tutti regolarmente conclusi (dalla Vuelta a España 2011 al Giro d'Italia 2018).

## Carriera
Da dilettante Hansen corse per diverse squadre austriache, vestendo dal 2003 al 2006 le maglie di Arbö Merida-Graz, Corratec Austria-Arbö, ELK Haus-Simplon e Aposport Krone Linz. Proprio con quest'ultimo team, nel 2006, vinse il Grand Prix Bradlo, corsa slovacca inserita nel programma dell'Europe Tour, e ottenne altri piazzamenti in gare di livello.
Passò quindi professionista la stagione successiva nella tedesca T-Mobile in cui, oltre a ottenere piazzamenti in corse quali Le Samyn, si impone come gregario di velocisti quali André Greipel e Mark Cavendish, fattore che gli permette di partecipare ai grandi giri già nei suoi primi anni da professionista. Nel 2008, con la T-Mobile che diventa Team High Road e poi Team Columbia, Hansen si mette in luce ai campionati nazionali in gennaio, vincendo il titolo a cronometro e terminando al secondo posto la prova in linea. Più tardi, nella stessa stagione, ottiene il podio nella Hel van het Mergelland.
Nel 2010 coglie la vittoria di tappa e della classifica finale nello Ster Elektrotoer; al termine dell'anno lascia il Team Columbia e segue il suo capitano André Greipel alla Omega Pharma-Lotto. Nelle stagioni 2012, 2013, 2014, 2015, 2016 e 2017 in maglia Lotto, è l'unico ciclista a completare tutti i grandi giri, partecipando a Giro d'Italia, Tour de France e Vuelta a España e giungendo al traguardo finale in tutte le competizioni. In quelle annate riesce anche a vincere la tappa del Giro d'Italia 2013 con arrivo a Pescara e quella della Vuelta a España 2014 con arrivo a Cangas do Morrazo.

## Palmarès

### Strada
- 2004 (Corratec Austria-Arbö)

Burgenland Rundfahrt
Grosser Preis um den Deutschlandsberg
- 2005 (ELK Haus-Simplon)

Wien-Lassnitzhöhe
- 2006 (Aposport Krone Linz, una vittoria)

Grand Prix Bradlo
- 2008 (Team Columbia, una vittoria)

Campionati australiani, Prova a cronometro
- 2010 (Omega Pharma-Lotto, due vittorie)

4ª tappa Ster Elektrotoer (Verviers > La Gileppe)
Classifica generale Ster Elektrotoer
- 2013 (Lotto-Belisol, una vittoria)

7ª tappa Giro d'Italia (San Salvo > Pescara)
- 2014 (Lotto-Belisol, una vittoria)

19ª tappa Vuelta a España (Salvaterra de Miño > Cangas do Morrazo)

#### Altri successi
- 2014 (Lotto-Belisol)

Classifica scalatori Tour Down Under

### Mountain bike
- 2004

Crocodile Trophy
- 2005

Crocodile Trophy

## Piazzamenti

### Grandi Giri
- Giro d'Italia

2007:  non partito (3ª tappa)
2008: 108º
2010:  ritirato (11ª tappa)
2012: 94º
2013: 72º
2014: 73º
2015: 77º
2016: 68º
2017: 93º
2018: 60º
2019: 68º
2020: 117º
- Tour de France

2008: 105º
2010: non partito (2ª tappa)
2012: 81º
2013: 72º
2014: 64º
2015: 114º
2016: 100º
2017: 113º
- Vuelta a España

2007: 89º
2009: 94º
2011: 128º
2012: 123º
2013: 60º
2014: 53º
2015: 55º
2016: 110º
2017: 95º

### Classiche monumento
- Milano-Sanremo

2011: 81º
2012: 118º
2013: ritirato
2014: 42º
2015: 63º
2016: 117º
2019: 168º
- Parigi-Roubaix

2010: ritirato
2011: 106º
- Liegi-Bastogne-Liegi

2007: ritirato
2008: 56º
- Giro di Lombardia

2010: ritirato
2020: ritirato

### Competizioni mondiali
- Campionati del mondo

Stoccarda 2007 - Cronometro Elite: 38º
Varese 2008 - Cronometro Elite: 34º
Varese 2008 - In linea Elite: ritirato
Mendrisio 2009 - Cronometro Elite: 30º
Limburgo 2012 - Cronosquadre: 17º
Limburgo 2012 - In linea Elite: ritirato
Toscana 2013 - Cronosquadre: 13º
Ponferrada 2014 - Cronosquadre: 22º
Ponferrada 2014 - In linea Elite: 81º
Richmond 2015 - In linea Elite: 73º